# Пункт (одиниця довжини)
Пункт (англ. punkt, point) — одиниця вимірювання відстані в руській та англійській системах мір.
- У руській системі мір 1 пункт (точка)= 1 / 100 дюйма = 1 / 10 лінії = 0,254 мм.

- В англійській системі мір 1 пункт (пойнт) = 1 / 72 дюйма = 1 / 6 лінії = 0,352777777 … мм. Див. статтю типографський пункт.

Відносно мала одиниця, мабуть, свого часу була межею досконалості у вимірюваннях, і можливо, звідси з'явилося слова пунктуальність і точність.